# Carlo Emanuele Alfieri di Sostegno
Carlo Emanuele Alfieri di Sostegno (Torino, 17 settembre 1764 – Torino, 8 dicembre 1844) è stato un militare e diplomatico italiano, ufficiale veterano dell'Armata Sarda nel corso delle guerre napoleoniche, dopo la restaurazione fu, tra il luglio 1814 e il 1828, ambasciatore del Regno di Sardegna a Parigi. Nella capitale francese prese parte ai negoziati relativi all'unione della Liguria al Piemonte e alla restituzione di parte della Savoia. Rientrato in Piemonte durante i Moti del 1821, in cui rimasero compromessi diversi suoi amici e suo genero Roberto d'Azeglio, non esitò a chiedere a Lodovico Sauli d'Igliano, Ministro degli Esteri nel governo provvisorio di Torino, di sottomettersi prontamente al re Carlo Felice di Savoia e poi lavorò per la riconciliazione tra Carlo Felice e il principe Carlo Alberto. Dopo essere salito al trono, Carlo Alberto lo insignì del Collare dell'Ordine Supremo della Santissima Annunziata, lo nominò consigliere di stato e lo promosse al rango di luogotenente generale.

## Biografia
Nacque a Torino il 17 settembre 1764, figlio di Roberto Girolamo e di Luigia di San Marzano. Dopo aver conseguito la laurea in legge, intraprese la carriera militare nell'Armata Sarda, divenendo nel corso del 1782 ufficiale dei Dragoni del Re. Nel 1787 fu nominato secondo scudiero delle principesse. Ottenuto un temporaneo congedo, fra il marzo 1790 e il giugno 1791 compì un lungo viaggio che lo portò, oltre che a visitare Firenze, Napoli e Roma, a viaggiare in Germania, Paesi Bassi e Austria. Questo viaggio gli consentì di ampliare e affinare la propria cultura politica e artistica, di cui diede testimonianza nei due volumi di memorie, rimasti inediti, scritti in questo periodo e nelle lettere indirizzate al padre. Nel 1791 sposò la signorina Carlotta Melania Duchi, da cui ebbe quattro figli, tra cui Cesare e Costanza. Nel 1792, aiutante di campo del padre, difese la Savoia contro gli invasori francesi e nel 1793 combatté nella campagna delle Alpi Marittime, distinguendosi nello scontro di Lantosca, dove caddero due suoi familiari. Nel 1801, chiamato da Napoleone Bonaparte a Parigi insieme ad altri notabili piemontesi al fine di fornire un parere circa l'amministrazione del Piemonte, dichiarò, con coraggio, di ritenere dannosa l'unione di esso alla Francia e consigliò vivamente di restaurarvi l'antica dinastia regnante. Non accettò la nomina a ciambellano di corte, che gli era stata offerta da Napoleone, ma nel 1808 fu costretto ad accettare quella di cerimoniere del principe Camillo Borghese. Alla restaurazione, nel luglio 1814 fu nominato ministro del re di Sardegna a Parigi, dove rimase sino al 1828. Ricoprendo questo incarico partecipò ai negoziati relativi all'unione della Liguria al Piemonte, alla restituzione di parte della Savoia, ai crediti verso la Francia, e contrastò le insidie austriache portate al Regno di Sardegna. Rimasto amareggiato dallo scoppio della rivoluzione piemontese del 1821, in cui rimasero compromessi diversi suoi amici e suo genero Roberto d'Azeglio, non esitò, al fine di evitare un'invasione straniera, a chiedere a Lodovico Sauli d'Igliano, ministro degli esteri nel governo provvisorio di Torino, di sottomettersi prontamente al re Carlo Felice di Savoia. Sdegnato contro il genero, interruppe dapprima ogni rapporto anche con la figlia Costanza, ma poi non esitò ad aiutare entrambi negli anni dell'esilio a Parigi. Fu vicino al principe Carlo Alberto al ritorno di questi dalla campagna di Spagna, assecondando gli sforzi compiuti da Vittorio Amedeo Sallier della Torre e da altri notabili che cercavano di riconciliarlo con il re Carlo Felice. Persuase il principe a firmare la dichiarazione richiesta dal re per assicurargli la successione al trono. Salito al trono, Carlo Alberto lo insignì del Collare dell'Annunziata, lo nominò consigliere di stato, e lo promosse al rango di luogotenente generale. Presidente dell'Accademia delle Belle arti nel 1828, favorì la costruzione di opere monumentali e artistiche e promosse la fondazione della Galleria Sabauda. Si spense a Torino l'8 dicembre 1844.

## Ascendenza[3]
|                                                    |                                                 |                                                          | Genitori                                              |  |  | Nonni |  |  | Bisnonni                                          |  |  | Trisnonni                     |  |
|                                                    |                                                 |                                                          |                                                       |  |  |       |  |  | Carlo Antonio Massimiliano Alfieri di San Martino |  |  | Cesare Alfieri di San Martino |  |
|                                                    |                                                 |                                                          |                                                       |  |  |       |  |  | Carlo Antonio Massimiliano Alfieri di San Martino |  |  | Cesare Alfieri di San Martino |  |
|                                                    |                                                 | …                                                        |                                                       |  |  |       |  |  | Carlo Antonio Massimiliano Alfieri di San Martino |  |  |                               |  |
| Cesare Giustiniano Alfieri di San Martino          |                                                 |                                                          |                                                       |  |  |       |  |  | Carlo Antonio Massimiliano Alfieri di San Martino |  |  |                               |  |
|                                                    |                                                 | Teresa Cavoretto di Vinovo e Belriparo                   | …                                                     |  |  |       |  |  |                                                   |  |  |                               |  |
|                                                    |                                                 | Teresa Cavoretto di Vinovo e Belriparo                   | …                                                     |  |  |       |  |  |                                                   |  |  |                               |  |
|                                                    |                                                 | Teresa Cavoretto di Vinovo e Belriparo                   | …                                                     |  |  |       |  |  |                                                   |  |  |                               |  |
| Roberto Girolamo Alfieri di Sostegno               |                                                 | Teresa Cavoretto di Vinovo e Belriparo                   |                                                       |  |  |       |  |  |                                                   |  |  |                               |  |
|                                                    |                                                 | Giuseppe Roberto Solaro di Govone e Breglio              | …                                                     |  |  |       |  |  |                                                   |  |  |                               |  |
|                                                    |                                                 | Giuseppe Roberto Solaro di Govone e Breglio              | …                                                     |  |  |       |  |  |                                                   |  |  |                               |  |
|                                                    |                                                 | Giuseppe Roberto Solaro di Govone e Breglio              | …                                                     |  |  |       |  |  |                                                   |  |  |                               |  |
| Paola Gabriella Solaro di Govone e Breglio         |                                                 | Giuseppe Roberto Solaro di Govone e Breglio              |                                                       |  |  |       |  |  |                                                   |  |  |                               |  |
|                                                    |                                                 | Maria Francesca Vassallo di Favria                       | …                                                     |  |  |       |  |  |                                                   |  |  |                               |  |
|                                                    |                                                 | Maria Francesca Vassallo di Favria                       | …                                                     |  |  |       |  |  |                                                   |  |  |                               |  |
|                                                    |                                                 | Maria Francesca Vassallo di Favria                       | …                                                     |  |  |       |  |  |                                                   |  |  |                               |  |
| Carlo Emanuele Alfieri di Sostegno                 |                                                 | Maria Francesca Vassallo di Favria                       |                                                       |  |  |       |  |  |                                                   |  |  |                               |  |
|                                                    | Ghiron Roberto Asinari, marchese di San Marzano | …                                                        |                                                       |  |  |       |  |  |                                                   |  |  |                               |  |
|                                                    | Ghiron Roberto Asinari, marchese di San Marzano | …                                                        |                                                       |  |  |       |  |  |                                                   |  |  |                               |  |
|                                                    | Ghiron Roberto Asinari, marchese di San Marzano | …                                                        |                                                       |  |  |       |  |  |                                                   |  |  |                               |  |
| Filippo Valentino Asinari, marchese di San Marzano | Ghiron Roberto Asinari, marchese di San Marzano |                                                          |                                                       |  |  |       |  |  |                                                   |  |  |                               |  |
|                                                    |                                                 | Maria Margherita Alfieri di Magliano                     | …                                                     |  |  |       |  |  |                                                   |  |  |                               |  |
|                                                    |                                                 | Maria Margherita Alfieri di Magliano                     | …                                                     |  |  |       |  |  |                                                   |  |  |                               |  |
|                                                    |                                                 | Maria Margherita Alfieri di Magliano                     | …                                                     |  |  |       |  |  |                                                   |  |  |                               |  |
| Luisa Asinari di San Marzano                       |                                                 | Maria Margherita Alfieri di Magliano                     |                                                       |  |  |       |  |  |                                                   |  |  |                               |  |
|                                                    |                                                 | Vittorio Amedeo Ferrero-Fieschi, V principe di Masserano | Carlo Besso Ferrero-Fieschi, IV principe di Masserano |  |  |       |  |  |                                                   |  |  |                               |  |
|                                                    |                                                 | Vittorio Amedeo Ferrero-Fieschi, V principe di Masserano | Carlo Besso Ferrero-Fieschi, IV principe di Masserano |  |  |       |  |  |                                                   |  |  |                               |  |
|                                                    |                                                 | Vittorio Amedeo Ferrero-Fieschi, V principe di Masserano | Cristina Ippolita di Savoia                           |  |  |       |  |  |                                                   |  |  |                               |  |
| Maria Luigia Ferrero-Fieschi di Masserano          |                                                 | Vittorio Amedeo Ferrero-Fieschi, V principe di Masserano |                                                       |  |  |       |  |  |                                                   |  |  |                               |  |
|                                                    |                                                 | Giovanna Irene Caracciolo di Santobuono                  | Carmine Nicolao Caracciolo, V principe di Santobuono  |  |  |       |  |  |                                                   |  |  |                               |  |
|                                                    |                                                 | Giovanna Irene Caracciolo di Santobuono                  | Carmine Nicolao Caracciolo, V principe di Santobuono  |  |  |       |  |  |                                                   |  |  |                               |  |
|                                                    |                                                 | Giovanna Irene Caracciolo di Santobuono                  | Costanza Ruffo Lanza di Bagnara                       |  |  |       |  |  |                                                   |  |  |                               |  |
|                                                    |                                                 | Giovanna Irene Caracciolo di Santobuono                  |                                                       |  |  |       |  |  |                                                   |  |  |                               |  |

### Fonti
1. 1 2 3 4  Ilari, Shamà 2008, p. 17.
2. 1 2 3 4 5 6 7 8 9 10 11 12 13  https://www.treccani.it/enciclopedia/alfieri-di-sostegno-carlo-emanuele_(Dizionario-Biografico).
3. ↑  (EN) Carlo Emanuele Alfieri di Sostegno, su Geni.com.